# Tidalvolym

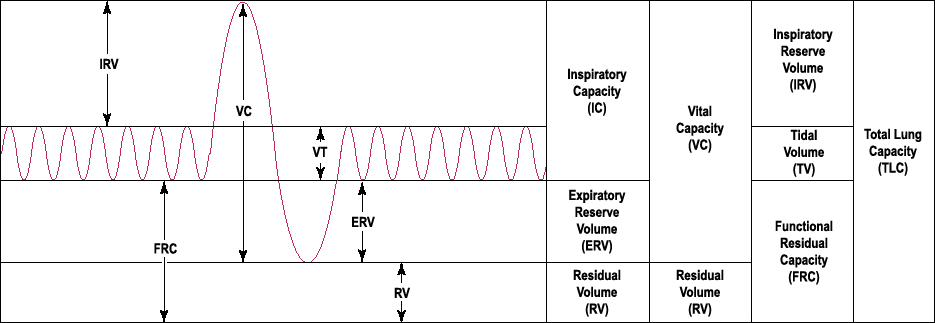
I denna bild ses tidalvolymen (Tidal Volume, TV eller VT) som den lilla amplituden. Den vertikala axeln visar lungvolym och den horisontella visar tid.

Tidalvolym är den mängd luft man andas in eller ut i varje andetag vid normal andning. Tidalvolymen multiplicerat med andningsfrekvensen per minut kallas minutvolym.